# Марк Теренций Варон
Марк Теренций Варон (на латински: Marcus Terentius Varro), наричан още Варон Реатински, за да бъде различаван от своя съвременник Варон Атацински, е римски учен и писател, когото римляните наричали „най-начетеният от всички римляни“.

## Биография
Варон е роден в Реате (дн. град Риети) в 116 пр.н.е. в семейство от конническото съсловие.
Учи при римския филолог Луций Елий Стилон и по-късно в Атина при философа от Академията Антиох от Аскалон. По отношение на политиката той подкрепя Помпей, достигайки длъжност претор, след като е народен трибун, квестор и курулен едил. Той избягва наказанията за участието му в гражданската война на губещата страна чрез две амнистии, отпуснати му от Юлий Цезар преди и след Битката при Фарсала. Той е бил vigintiviratus (член от двадесетчленната комисия, назначена от Цезар да раздели земите на Капуа и Кампания между войниците (59 пр.н.е.). По-късно Цезар го назначил да надзирава публичната библиотека на Рим през 47 пр.н.е., но след смъртта на Цезар Марк Антоний го заточил, в резултат на което той загубил голяма част от имуществото си, включително библиотеката. С превръщането на републиката в империя Варон си спечелил благоразположението на Август, чрез закрилата на когото той открил сигурността и спокойствието, необходими за да се посвети на научна и писателска дейност.
Сред многото му творби тази, която изпъква за историците, е неговият списък на консулите на римската република, който е бил записан на триумфалната арка на Август. Този списък, Хронологията на Варон, въпреки че е поставян под съмнение от някои поради това, че представя години на диктатура и анархия, се е доказал като безценен извор.
Варон е смятан от някои за най-великия римски учен и за по-голям полимат от Плиний Стари.
Умира в 27 пр.н.е.

## Творчество
Варон е написал повече от 400 произведения през своя живот, от които са запазени само две изцяло и фрагменти от приблизително 70.
Варон е наречен „най-начетеният от всички римляни“ от Цицерон и Св. Августин от Хипон. Свидетелството на Варон за произхода на мита за деветте музи е споменато от Св. Августин от Хипон в книга II, глава XVII на неговата творба „За християнската доктрина.“ Архив на оригинала от 2007-05-06 в Wayback Machine.Една от най-известните му фрази е „Fortis Fortuna Adiuvat“ или преведено на български-„Съдбата помага на смелите“.

### Запазени произведения
- De lingua latina libri XXV (или За латинския език в 25 книги), запазените книги V-X[4]

- Rerum rusticarum libri III (или Селското стопанство в три книги)

### Известни изгубени произведения
- Saturarum Menippearum libri CL или Мениповски сатири в 150 книги
- Antiquatatum rerum humanarum et divinarum libri XLI („човешки и божи древности в 41 книги“)
- Logistoricon libri LXXVI
- Hebdomades vel de imaginibus
- Disciplinarum libri IX